# 南非的土耳其人
土耳其人，是南非的少數族群。

## 歷史
土耳其人移民南非開始於19世紀後期。1889年，奧斯曼帝國在約翰內斯堡和德班派遣並維持名譽領事館。在1914年4月，穆罕默德·拉姆津貝伊被任命為奧斯曼帝國駐約翰內斯堡總領事，他於1916年去世，被埋葬在約翰內斯堡的布拉姆方丹公墓。 2011年11月21日，他的遺體被轉移到約翰內斯堡的Nizamiye清真寺的紀念花園。
同時為應生活在開普殖民地的穆斯林社區成員的要求，奧斯曼政府派出阿布·伯克爾·埃芬迪前往開普敦教導以及傳教伊斯蘭教，並幫助穆斯林解決宗教問題。他的後裔仍然生活在南非的各個地方。